# Русские в Турции
Ру́сские в Ту́рции (тур. Türkiye'de Ruslar) — группа русских, проживающая на территории Турции. Все они, за редким исключением, являются гражданами России и стран СНГ. Проживают в основном в Стамбуле, Анталье, Измире, Анкаре, Денизли.

## Расселение
По некоторым оценкам, в Турции проживает около миллиона выходцев из России, часть из которых русские. Посол Российской Федерации в Турецкой Республике В. Е. Ивановский в 2009 году оценивал число русских в Турции в 50 тысяч человек. Численность русскоязычных эмигрантов в Анталье составляет 150 тысяч человек. В последние годы значительно возросло количество русско-турецких браков и трудовая миграция, что привело к резкому приросту русского населения в крупных городах Турции.
После Октябрьской революции 1917 года в России тысячи русских остались на территории молодой Турецкой Республики при передаче ей Карсской области. В частности, молокане проживали на востоке Турции вплоть до начала 1960-х годов, когда большинство из них переехало в СССР, где их расселили в сельскохозяйственных районах Ставропольского края. К наследию молокан возвращаются деятели культуры Турции; в частности, в 2009 году на экраны вышел художественный фильм «Не сходи с ума» (тур. Deli Deli Olma), одним из главных героев которого является пожилой молоканин в турецкой деревне.
Константинополь (ныне Стамбул) стал первым городом для многих участников белой эмиграции после Гражданской войны. Гражданских и военных беженцев расселяли в лагерях под Константинополем, на островах в Мраморном море и в Болгарии; последние операции по эвакуации армии Врангеля прошли с 11 по 14 ноября 1920 года: на корабли было погружено 15 тысяч казаков, 12 тысяч офицеров и 4—5 тысяч солдат регулярных частей, 10 тысяч юнкеров, 7 тысяч раненых офицеров, более 30 тысяч офицеров и чиновников тыла и до 60 тысяч гражданских лиц, в основном, членов семей офицеров и чиновников. Впоследствии Константинополь утратил своё значение как центр эмиграции из России: армию перевели в Королевство сербов, хорватов и словенцев и в Болгарию, гражданские беженцы, частью переехали в другие страны Азии и Европы: Болгарию, Чехословакию, Германию, Францию, Ливан частью репатриировались в Россию в связи объявленной амнистией.
Постановлением от 3 ноября 1921 года «О порядке восстановления в правах гражданства отдельных категорий лиц, которые были лишены этих прав в силу Конституции РСФСР или отдельных постановлений центральной и местной власти», советское правительство предоставило возможность вернуться в Россию рядовым участникам белогвардейских военных организаций.
Известно, что ещё до объявления постановления об амнистии от 3 ноября 1921 года французские оккупационные власти в Турции открыли запись на репатриацию бывших рядовых военных чинов белых армий, заметно оживив у них возвращенческие настроения. Но это вызвало резкое сопротивление белого командования, которое желало сохранить военную силу для грядущих боёв с Красной Армией и не возражало лишь против репатриации небоеспособных лиц. Тем не менее, в феврале 1921 года удалось отправить в Россию 3 300 человек, а 30 марта пароход «Решид-Паша» увёз ещё 5869 человек

## Эмиграция после распада СССР

### Торговля
В период с начала 1990-х по 2010 год происходила активная эмиграция из России и стран СНГ в Турцию. Дефицит товаров, спровоцированный падением экономики стран СНГ после развала СССР, привёл к увеличению торговых отношений России с Турцией, развитию челночной торговли и спросу на услуги носителей русского языка. Русскоязычные граждане приезжали работать в сфере лёгкой промышленности и других побочных отраслях. Торговые районы Лалели, Османбей и Зейтинбурну в Стамбуле были ориентированы преимущественно на русскоязычного покупателя.
Увеличение торговых отношений с Китаем с 2008 года постепенно привело к снижению спроса на товары из Турции, а падение курса рубля в 2014 году и инцидент с российским бомбардировщиком Су-24 на турецко-сирийской границе в 2015 году с последующими санкциями России против Турции привели к стагнации в челночной торговле. К 2017 году доля товаров лёгкой промышленности составила 9,3 % от общего объёма экспорта из Турции в Россию.

### Туризм
Развитие туристической отрасли в Турции, создание лояльной ценовой политики и, в частности, системы «всё включено» в отелях, привели к увеличению спроса на турецкое направление со стороны российских туристов. В 2013 году россияне занимали уже первое место в провинции Анталья и второе место в целом по стране после немцев по туристическому потоку. Основные направления — Анталья, Аланья, Кемер, Белек, Бодрум, Мармарис. Высокий туристический поток из России привёл к спросу на носителей русского языка на рынке труда. Основные профессии по востребованности — гиды, аниматоры, танцоры гоу-гоу и консуматоры в ночных клубах. Вследствие этого с 2010 года увеличилась эмиграция в Анталью.
После инцидента с российским истребителем Су-24 и ряда запретительных мер России в отношении Турции, а также по причине непрекращающихся терактов, туристический поток из России в Турцию сократился на 97 %. После нормализации отношений между Россией и Турцией в 2016 году поток из России на турецкое направление по состоянию на начало 2017 года увеличился на 82 %.
В настоящее время торговля текстильными изделиями и товарами широкого потребления между РФ и Турцией сосредоточена в Анталье и прилегающих курортных городах и осуществляется преимущественно в весенне-летний туристический сезон. Соответственно, эмиграция части миграционного потока из России и стран СНГ в курортную зону Турции связана с появлением рабочих мест в сфере торговли. Из-за стабильно высокого спроса на недвижимость в Турции со стороны россиян, на рынке труда в этой отрасли сохраняется спрос на носителей русского языка.
Гражданам РФ туристическая виза не требуется, но при условии пребывания на территории Турции не более 90 дней.

### Культура
В 2004 году в Анкаре была основана и зарегистрирована Ассоциация русской культуры, действующая при поддержке Посольства РФ и Россотрудничества в Турции.
В 2008 году по инициативе и при содействии Правительственной комиссии по делам соотечественников издана книга «Российские соотечественники в Турции: история и современность» под редакцией посла Российской Федерации в Турецкой Республике В. Е. Ивановского. Книга представляет собой сборник очерков, статей и документов, посвящённых многовековой истории пребывания российских соотечественников в Османской империи и современной Турции.
9 марта 2017 года 2019 год был объявлен Годом культуры и туризма России и Турции.
23 октября 2021 года был создан Коорддинационный совет российских соотечественников в Турции, состоящий из 23 организаций.

## Русские жёны
Число гражданок России, вышедших замуж за граждан Турции (тур. sarı gelin — «жёны-блондинки»), оценивается в несколько десятков тысяч. По словам тюрколога Александра Сотниченко, в Анталье насчитывается порядка 40 тысяч «русских жён» и 80 тысяч общих с турецкими гражданами детей. По данным посольства Турции в России от 2017 года, общая численность «русских жён» в Турции составляет 105 тысяч. Большинство всех браков с «сары гелин» кончаются разводами в течение 1—3 лет. Бывают случаи, когда после развода «русские жёны» остаются в Турции и начинают заниматься проституцией, содержанием притонов и т. п. Особенно широко эта проблема распространена в Стамбуле и Анталье.

## Русскоязычные СМИ в Турции
С 23 октября 1909 года по 4 июня 1910 года в Константинополе (ныне Стамбул) издавалась газета «Стамбульские новости», которая пользовалась популярностью у чиновников и писателей того времени, но была закрыта после прихода к власти младотурок.
С 2006 года на русском языке издаётся печатная газета «Вести Турции. Босфор», а с 2013 года — журнал «Роксолана». С 8 сентября 2013 года на кабельном телеканале города Анталья VTV выходит единственная русскоязычная программа с турецкими субтитрами «Матрёшка». Основательницей и ведущей является российская журналистка Мария Кристина Фадеева.
Действует турецкая версия издания «Московский Комсомолец» — «МК-Турция». До 2017 года действовала турецкая версия издания «Аргументы и Факты» — «АиФ-Турция». Имеются русскоязычные блоки на официальных сайтах турецких информационных агентств Anadolu и телекомпании TRT. До 27 июля 2016 года работал русскоязычный блок информационного агентства Cihan, который был закрыт вместе с агентством по политическим причинам.

## Организации поддержки
В 2004 году в Анкаре была основана и зарегистрирована Ассоциация русской культуры, действующая при поддержке посольства РФ в Турции и Россотрудничества. Отделения ассоциации действуют в Анталье, Измире и Стамбуле.
В 2008 году по инициативе и при содействии Правительственной комиссии по делам соотечественников за рубежом издана книга «Российские соотечественники в Турции: история и современность» под редакцией посла Российской Федерации в Турецкой Республике В. Е. Ивановского. Книга представляет собой сборник очерков, статей и документов, посвященных многовековой истории пребывания российских соотечественников в Османской империи и современной Турции.
В 2014 году Россотрудничество открыло Центр науки и культуры в Анкаре. Центр проводит выставки, при нем работают библиотека, различные секции, кружки и студии, а также курсы русского языка.
В 2021 году Российский центр науки и культуры переименован в Русский дом в Анкаре.
В 2016 году открылась Ассоциация преподавателей русистов и переводчиков Турции (председатель — Карина Победовна Дюзчимен, член МАПРЯЛ).
2019 год был объявлен Годом культуры и туризма России и Турции. В 2021 году в Анкаре был открыт Дом турецко-российской дружбы.